# Gerlinde Schnell
Gerlinde Schnell (* 20. Juli 1942 in Steinbeck, Kreis Samland) ist eine deutsche Politikerin (SPD).

## Leben
Gerlinde Schnell besuchte 8 Jahre die Volksschule und die Berufsschule und wurde Fachverkäuferin. Nach dem Besuch des Lehrerbildungsinstitutes arbeitete sie als Unterstufenlehrerin. Sie ist Mitglied der AWO  und der Kindertagesstättenverein e.V.
Gerlinde Schnell ist evangelisch, verheiratet und Mutter von drei Kindern.

## Politik
Im November 1989 trat sie in die SPD ein und wurde dort stellvertretende Vorsitzende der Arbeitsgemeinschaft sozialdemokratischer Frauen und im Landesvorstand der SPD. Gleichzeitig war sie Vorsitzendes der Bürgerinitiative in Glowe. Im Februar 1990 wurde sie in den Landesvorstand der SPD Mecklenburg-Vorpommern gewählt. 
Bei der Landtagswahl in Mecklenburg-Vorpommern 1990 wurde sie über die Landesliste der SPD in den Landtag Mecklenburg-Vorpommern gewählt. Im Landtag war sie Mitglied des Petitionsausschusses. Bei der Landtagswahl in Mecklenburg-Vorpommern 1994 wurde sie über die Landesliste der SPD wiedergewählt.
Aus Protest gegen die Bildung der Rot-roten Koalition (Kabinett Ringstorff I) im Jahr 1998 trat sie aus der SPD aus.